# NGC 4412
NGC 4412 (również PGC 40715 lub UGC 7536) – galaktyka spiralna z poprzeczką (SBb/P), znajdująca się w gwiazdozbiorze Panny. Odkrył ją William Herschel 23 lutego 1784 roku. Jest to galaktyka Seyferta typu 2. Należy do Gromady w Pannie.